# Sturlungar
Sturlungar kallades medlemmarna av den ätt som under en stor del av 1200-talet var den politiskt och kulturellt dominerande på Island. Ätten härstammade från Egil Skallagrimsson och Snorre gode, men fick sitt namn efter Sturla Tordsson den äldre (Sturla Þórðarson eldri) – oftast kallad Hvamm-Sturla – som var hövding på gården Hvammr vid Breidafjorden (Breiðafjörður). Ättens storhetstid tog sin början 1171 då Sturla i "bygdeslaget" vid Sælingsdal besegrade hövdingen Einar Torgilsson (Einarr Þorgilsson) på Staðarhóll, och därmed blev mäktigast på Västlandet (Vesturland). Därmed inleddes också den långa ofredstid som i Islands historia kommit att kallas sturlungatiden (sturlungaöld). De relativt begränsade ättefejder som vid periodens början resulterat i bygdeslag med några tiotal man inblandade, eskalerade, så att femtio år senare härar på flera tusen man kunde vara i rörelse.
Sturla hade tre framstående söner; Tord (Þórðr), Sighvat (Sighvatr) och Snorre (Snorri), vilka genom att förena en mängd godord lyckades tillvälla sig allt större makt, tills de blev nästan enväldiga på Västlandet, i Västfjordarna (Vestfirðir) och i Eyjafjorden (Eyjafjörður). Brödernas (och senare också deras söners) maktlystnad innebar dessvärre också att de ofta låg i konflikt med varandra. Så råkade exempelvis Snorre i luven på Tord och Sighvat, varför han 1236 fördrevs från sin gård och året därpå tvingades fly till Norge.
I Eyjafjorden ledde Sighvats, och i synnerhet sonen Sturla Sighvatssons, hänsynslösa maktpolitik till öppet krig mellan sturlungar och asbirningar. De senare understöddes av haukadalsätten (haukdælir) och segrade i slaget vid Örlygsstad (Örlygsstaðir) år 1238, där Sighvats ättegren blev nästan utplånad. Endast två av hans söner var nu vid liv. Den ene, Tume den yngre (Tumi yngri), mördades några år senare, men Tord kakali (Þórðr kakali), som tillhörde den norske kungens hird och dubbats till riddare, återvände 1242 och lyckades på kort tid bygga upp en privatarmé efter norsk förebild. År 1246 stod han som segrare i slaget vid Haugsnes och blev därefter enväldig på Island. Men för att vinna kung Håkon den gamles stöd hade Tord lovat att lägga Island under den norska kronan – själv skulle han styra landet som kungens jarl. Tord dröjde emellertid med att infria detta löfte, varför kungen tröttnade och återkallade honom till Norge. I stället utsågs haukadalshövdingen Gissur Torvaldsson (Gizurr Þorvaldsson) att leda landet. År 1258 utnämndes Gissur till jarl, och fyra år senare genomdrev han Håkons val till kung av Island. Därmed var sturlungatiden till ända, men även under norskt styre kunde framstående sturlungar inneha höga maktpositioner. Ett exempel är Sturla Tordsson den yngre (Sturla Þórðarson yngri) som 1272 blev den norske kungens förtroendeman ("lagman") på ön. Jarlsvärdigheten var då redan avskaffad.

## Kultur
Den av sturlungarna som vunnit störst ryktbarhet är otvivelaktigt skalden och sagaskrivaren Snorre Sturlasson (Snorri Sturluson). Det var han som skrev Snorres Edda, Heimskringla och förmodligen också Egil Skallagrimssons saga. Snorres brorson, Olav Tordsson vitaskald (Óláfr Þórðarson hvítaskáld), som uppfostrades av Snorre på Reykholt, författade den Tredje grammatiska avhandlingen om språk och skaldskap samt troligen också Knytlingasagan. En annan brorson, Sturla Tordsson den yngre, som uppfostrades av Snorres mor, skrev Håkon Håkonssons saga (Hákonar saga gamla) samt större delen av Sturlungasagan och räddade därmed den egna ättens historia åt eftervärlden. En i samtiden känd skaldinna av sturlungaätt var också Snorres brorsdotter Steinvör Sighvatsdotter. 